# Podagrion gibbum
Podagrion gibbum är en stekelart som beskrevs av Bernard 1938. Podagrion gibbum ingår i släktet Podagrion och familjen gallglanssteklar. Inga underarter finns listade i Catalogue of Life.